# Symbole de marque déposée

Le symbole de marque déposée.

Le symbole de marque déposée (®, de l'anglais registered « enregistré ») est un symbole qui annonce que le mot ou symbole précédent est une marque de commerce qui a été enregistrée auprès de l'office national des marques. Une marque est un symbole, un mot, ou des mots légalement enregistrés ou établis par l'usage en tant que représentant d'une entreprise ou d'un produit,. Dans certains pays, il est illégal d'utiliser le symbole de marque déposée pour une marque qui n'est officiellement enregistrée dans aucun pays.
Les marques de commerce non officiellement enregistrées peuvent être marquées avec le symbole de marque de commerce (™ en anglais ou 🅪 en français), tandis que les marques de service non enregistrées sont marquées avec le symbole de marque de service ℠. La bonne façon de placer ces symboles est immédiatement après la marque (et le plus couramment sous forme d'exposant, sans que cela soit pour autant légalement obligatoire).
Le symbole de marque déposée a été introduit aux États-Unis dans la Loi sur les Marques de 1946,, mais est déjà attesté en 1925.

## Utilisation sur l'ordinateur
Le caractère  marque de commerce déposée est représenté de manière normalisée dans la plupart des systèmes informatiques. Il est répertorié dans Unicode comme U+00AE ® registered sign ,. Dans la représentation informatique, le symbole de marque déposée ® est distinct du caractère de la même nature U+24C7 Ⓡ circled latin capital letter r (R encerclé).
Parce que le symbole ® n'était pas couramment disponible sur les machines à écrire et les systèmes informatiques basés sur l'ASCII, il était commun de se rapprocher de ce symbole avec les caractères (R) ou (r).

## Pour taper le caractère
- Windows code Alt: Alt + 0174 (sur le pavé numérique) ou bien Alt + 169.
- Linux: soit AltGr + R ou Composer de la clé, O, R.
- Mac OS: Option + R.
- Clavier états-unis International de mise en page et le royaume-UNI clavier International: AltGr + R.
- Emacs: C-x 8 R.
- HTML: &reg; ou &#x00AE; ou &#174;.
- LaTeX: \textregistered en mode texte.
- LaTeX: \circledR dans le texte ou en mode math (nécessite le pack de police "amsfonts")

## Symboles liés
- Le symbole de marque de commerce ™, utilisé pour les marques de commerce non enregistrées
- Le symbole de marque de service ℠, utilisé pour les marques de service non enregistrées
- Le symbole de dessin ou modèle enregistré, utilisé pour les dessins ou modèles enregistrés
- Le similaire symbole de droit d'auteur, ©
- L'analogue de l'enregistrement sonore symbole de droit d'auteur, ℗
- Le symbole d'Union Orthodoxe hechsher, noté par un U au lieu d'un R dans le cercle